# Стрелець (Липецька область)
Стрелець (рос. Стрелец) — село у Долгоруковському районі Липецької області Російської Федерації.
Населення становить 423  особи. Належить до муніципального утворення Гризловська сільрада.

## Історія
З 13 червня 1934 до 6 січня 1954 року у складі Воронезької області. Відтак входить до складу Липецької області.
Згідно із законом від 2 липня 2004 року №114-оз органом місцевого самоврядування є Гризловська сільрада.

## Населення
| 2010 | 2011 |
| ---- | ---- |
| 423  | →423 |